# Henry Luce
Henry Robinson Luce (3 de abril de 1898, Penglai, China—28 de fevereiro de 1967, Nova York) foi um magnata de revistas estadunidense que foi chamado de "o cidadão privado mais influente da América".

## Vida
Nascido na China, filho de pais presbiterianos, Luce mudou-se para os EUA aos 15 anos e mais tarde frequentou a Universidade de Yale. Ele lançou e supervisionou de perto uma série de revistas que transformaram o jornalismo e os hábitos de leitura de milhões de americanos. A Time resumia e interpretava as notícias da semana; Life era uma revista de fotos de política, cultura e sociedade que dominava as percepções visuais americanas na era anterior à televisão; Fortune reportou negócios nacionais e internacionais; e Sports Illustrated explorou o mundo dos esportes. Contando seus projetos de rádio e cinejornais, Luce criou a primeira corporação multimídia. Ele previu que os Estados Unidos alcançariam a hegemonia mundial e, em 1941, declarou que o século XX seria o "Século Americano".